# Comuna Nova Ruda, Manevîci
Nova Ruda (în ucraineană Нова Руда) este o comună în raionul Manevîci, regiunea Volînia, Ucraina, formată din satele Hradîsk, Nabruska și Nova Ruda (reședința).

## Demografie
Componența lingvistică a satului Nova Ruda
     Ucraineană (99,64%)
     Alte limbi (0,36%)
Conform recensământului din 2001, majoritatea populației satului Nova Ruda era vorbitoare de ucraineană (99,64%), existând în minoritate și vorbitori de alte limbi.